# ザーホルスカー・ヴェス駅
ザーホルスカー・ヴェス駅（ザーホルスカー・ヴェスえき）はスロバキア国ブラチスラヴァ県マラツキ郡にある、スロバキア国鉄113号線の駅である。

## 駅構造

### ホーム
1面1線の地上駅。他に、側線を3本持つ。
| 路線    | 方向   | 行先                                                     | 備考 |
| ------- | ------ | -------------------------------------------------------- | ---- |
| 113号線 | 東方向 | ゾホル、プラヴェツケー・ポドフラヂェ、ブラチスラヴァ方面 | 普通 |

### ダイヤ[1]
普通列車のみで、朝・午後～夕方を中心にゾホル行の列車が発車する。夏季の土曜・休日には、日中発車する列車もある。

## 駅周辺
駅周辺の集落ザーホルスカー・ヴェスは、スロバキア最西端の集落である。また、モラヴァ川の対岸はオーストリアのアンガーン町で、アンガーン駅からはウィーン行の列車も発着している。

## 隣の駅
スロバキア国鉄
113号線
普通
ザーホルスカー・ヴェス駅 - ヴィソカー・プリ・モラヴェ駅

## その他
スロバキア最西端の駅で、モラヴァ川に近く、モラヴァ川がオーストリアとの国境になっている。